# PH 75
Il progetto PH 75 fu un progetto di due portaelicotteri a propulsione nucleare della Marine nationale francese, poi abbandonato. Iniziato nel 1973, il progetto fu definitivamente abbandonato nel 1980.

## Storia
Il 27 novembre 1973, il Consiglio Superiore della Marine nationale decise un « plan bleu » (piano blu) teso a dotare entro il 1981 la flotta di 2 portaelicotteri da 18.400 t a propulsione nucleare per rimpiazzare la portaerei Arromanches (R95), utilizzata all'epoca per addestramento e radiata nel 1974.
Le due PH 75 dovevano utilizzare anche dei velivoli VSTOL con l'aiuto di un trampolino.
Al momento in cui le PH 75 dovevano essere impostate, nel 1976, il « plan bleu » venne ritardato di cinque anni ed infine annullato il 23 settembre 1980 a favore di due portaerei a propulsione nucleare (PA 75) : la Bretagne, la cui entrata in servizio era prevista per il 1992 e la gemella Provence.
Comunque, l'ordine della prima nave (rinominata Richelieu poi Charles-de-Gaulle) venne rinviato al 1987 e quello della seconda senza data.